# Criodion cinereum
Criodion cinereum är en skalbaggsart som först beskrevs av Olivier 1795.  Criodion cinereum ingår i släktet Criodion och familjen långhorningar.
Artens utbredningsområde är:
- Surinam.
- Venezuela.

Inga underarter finns listade i Catalogue of Life.